# 河合義雄
河合義雄（1954年3月27日—），日本資深男性配音員。出身於東京都。以前所屬的經紀公司是ARTSVISION。

## 演出作品

### 電視動畫
1977年
- 咪咪流浪記

1982年
- 超時空要塞（松木）

1983年
- 機甲創世記（駕駛員、男D）
- 足球小將翼 (昭和版)（吉良耕三）

1984年
- 雷射戰士（隊長）

1987年
- 妙手小廚師（作業員、的叔叔）

1988年
- 奇天烈大百科（駐在）

1990年
- 我是鶴姬！（日语：つる姫じゃ〜っ!）（元內老師）
- 至尊勇者（商人、老人）

1991年
- 絕對無敵雷神王（警衛）
- 勇者鬥惡龍 達伊的大冒險（長老）

1992年
- 宇宙騎士BLADE（參謀）
- 環保小尖兵（日语：地球SOS それいけコロリン）（垃圾太郎）
- 超電動機械人 鐵人28號FX（大仁田）
- 小小男子漢（製作人）[注 1]
- 勇者傳說達鋼（香坂春夫、音速勇士）
- 南國少年奇小邪（河馬幫團員）
- 餓狼傳說（陳秦山）
- 美少女戰士（部長）
- 法蘭德斯之犬 我的帕特拉許（日语：フランダースの犬 ぼくのパトラッシュ）（村人C）
- 橫山光輝 三國志（鄧某）

1993年
- 小小男子漢（末吉）

1994年
- 機動武鬥傳G鋼彈（凱地·葛拉曼）
- 灌籃高手（鬼藤）
- 逮捕令（警官D、店長）
- 超時空要塞7（林）

1995年
- 愛天使傳說（媒人、校長）
- 新機動戰記鋼彈W（波那帕 等）
- 灌籃高手（愛和學園教練）
- （村長）

1996年
- 鬼太郎 (第4作)（カルラ）
- 靈異教師神眉（大樓經理）
- 美少女戰士Sailor Stars（Dr.）
- YAT安心！宇宙旅行（日语：YAT安心!宇宙旅行）（手下、幹部）

1997年
- 吸血姬美夕（社長）

1998年
- 神化嬌嬌女 (新版)（社長、老師）
- 魔術士歐菲（村人2）
- 危險調查員（酒吧的調酒師）

1999年
- 下級生（土下座的主人）
- 格鬥小霸王（神父）

2000年
- GEAR戰士電童（出雲源太郎）
- 名偵探法布爾（日语：ファーブル先生は名探偵）（竊盜集團頭目）

2001年
- Geneshaft（日语：ジーンシャフト）（元老院·艾西莫夫）
- 索斯機械獸III（老人）
- 戰鬥陀螺（老爺爺）

2002年
- 釣魚迷日記（阿久津熊吉）
- Heat Guy-J（日语：ヒートガイジェイ）（李森科）
- 驚爆危機！（小菅）

2003年
- 銃墓（職員、幹部）

2004年
- 機動戰士鋼彈SEED DESTINY（洛高斯）
- 光與水的女神（醫師）
- MEZZO密探任務（日语：MEZZO -メゾ-）（馬場）
- MONSTER（貨車司機、摩拉比亞出版社社長）
- 薔薇少女（職員）
- 洛克人EXE Stream（ベンゲル）

2005年
- 我的太太是魔法少女（議員A）

### OVA
1985年
- MEGAZONE 23（伍長）

1989年
- MEGAZONE23 III（EX局員）

1990年
- 賽車場之狼II 莫戴娜之劍（日语：サーキットの狼II モデナの剣）（通行人A）
- 新空手道地獄變（日语：新カラテ地獄変）（部下A）
- 聖學園漂流記（權左）
- 信箱中的明天（日语：ポストの中の明日）
- 羅德斯島戰記（亞修拉姆的部下）

1991年
- 人魚之森（隊長）
- 夢枕獏 暮色劇場 骨董屋（日语：夢枕獏 とわいらいと劇場）（井澤）

1992年
- OZ（B）
- 強殖裝甲加爾巴II（戴姆）
- 世界之光 親鸞聖人（日语：世界の光 親鸞聖人）（左大臣）
- 絕愛 -1989-（日语：絶愛-1989-）
- 超時空要塞II -LOVERS AGAIN-

1993年
- 超時空世紀歐卡斯02（僧正）
- 砂之薔薇 雪的默示錄（日语：砂の薔薇）（美國總統）

1994年
- 真·孔雀王
- 超時空要塞Plus

1995年
- YAMATO2520（雷達士兵）

1996年
- 銀河英雄傳說（文策爾·馮·哈賽爾巴克）
- Legend of Crystania（日语：クリスタニア）（佛提諾）

1998年
- 火聖旅團 DNA Sights 999.9（日语：火聖旅団 ダナサイト999.9）
- 魔界轉生（武藏的隨從）

1999年
- 純愛手札（國語老師）

2006年
- 天翔少女（親人）

### 電影動畫
1984年
- 超時空要塞：愛、還記得嗎？（客A）

1994年
- 劇場版 灌籃高手（日语：スラムダンク (1994年の映画)）（醫師）

1995年
- MEMORIES「大砲之街」（男）

2000年
- 機動戰士鋼彈II 哀·戰士篇 特別版（康納利）

### 遊戲
1986年
- 北斗神拳（札諾斯）

2000年
- 召喚夜響曲（史陶、格拉姆斯·巴奈特）

### 廣播劇CD
- 花之飛鳥組！（日语：花のあすか組!#ドラマCD1）（大叔）
- G奇幻漫畫CD精選 火焰之紋章 暗黑龍與光之劍（姆拉克、吉歐）
- Weiß kreuz Dramatic Collection III Kaleidoscope Memory（老人B）

### 外語配音
※作品依英文名稱及英文原名排序。

#### 電影
- 亞特蘭翠大逃亡
- 開放的美國學府（Charles Jefferson〈Forest Whitaker 飾演〉）※富士電視台版。
- 星際之門 ※影碟版。
- 沉默的火腿（英语：The Silence of the Hams）
- The Silencer (1996年電影) ※DVD版。
- 從地心竄出（英语：Tremors (franchise)）（Carmine）※朝日電視台版。
- 太空吸血鬼（英语：Vampirella）

#### 電視影集
- 海灘遊俠（Newman）

#### 動畫
- 神探加傑特（Agent）
- 湯姆貓與傑利鼠「蠻荒西部（英语：Tall in the Trap）」（保安官）※DVD版。

### 特攝影集
1987年
- 光戰隊覆面人（骷髏多古拉的配音）

1988年
- 超獸戰隊生命人（的配音）

1989年
- 高速戰隊渦輪連者（犬神暴魔的配音、圖章暴魔的配音）

1990年
- 地球戰隊五人組（猛虎銀的配音、大象銀的配音、銀河忍者巴茨拉銀的配音、鯊獄銀的配音、變色猿銀的配音、翼視銀的配音）

1991年
- 鳥人戰隊噴射人（魔神穆的配音）
- 特救指令Solbrain（擬似頭腦A320的配音）

1992年
- 恐龍戰隊獸連者（多拉骸骨的配音、多拉哥布林的配音、多拉拉頓的配音、多拉加茲拉的配音、多拉忍者的配音、多拉奇美拉的配音）

1994年
- 忍者戰隊隱連者（海坊主的配音）
- 劇場版 忍者戰隊隱連者（的配音）
- Blue SWAT（的配音、葛頓的配音）

1995年
- 超力戰隊王連者（巴拉狼蛛的配音）

2000年
- 未來戰隊時間連者（破壊工作員梅登的配音）[注 2]

2002年
- 忍風戰隊破裏劍者（宇宙忍：島忍者霧霧大法師的配音）

## 腳註